# Postgeschiedenis van Tibet

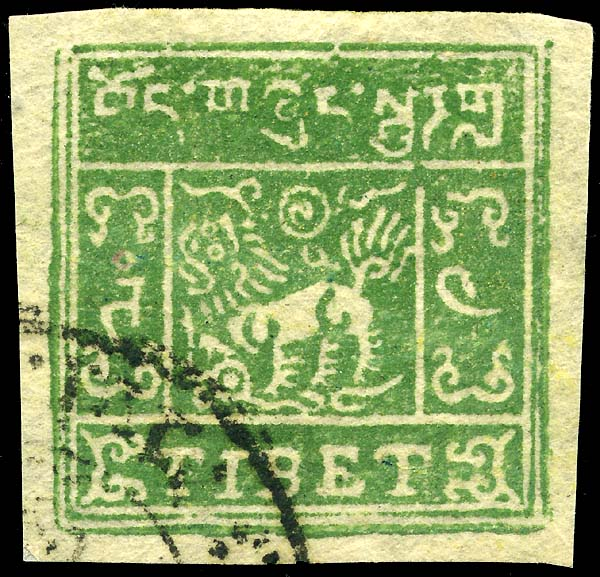
Postzegel van Tibet uit 1934

De postgeschiedenis van Tibet begon pas laat, aan het begin van de 20e eeuw.

## 1269
In 1269 werd de eerste postdienst in Tibet ingesteld tijdens de Mongoolse Yuan-dynastie die over Tibet en het grootste deel van China heerste.

## 1729-1750
Als regent van Tibet (1729-47) voerde Pholhanas een aantal welvaartsgerichte hervormingen door. In dit kader zette hij onder meer een postsysteem op dat het officiële berichtenverkeer van Ngari naar Lhasa en van Lhasa naar Oost-Tibet zeker stelde. Dit postsysteem was naar Chinees voorbeeld georganiseerd en loste vooral het systeem in Oost-Tibet af dat door Chinezen was ingericht na hun intocht in 1720. Tijdens de regering van Pholhanas maakten Chinese functionarissen in Lhasa gebruik van dit systeem voor hun communicatie met het Chinese keizerlijk hof.
Zijn zoon Gyurme Namgyal regeerde over Tibet van 1747 tot 1750. Namgyal zette eind januari 1748 uit militair-tactische overwegingen een postdienst op met Dzjoengarije.

## 1909-1911

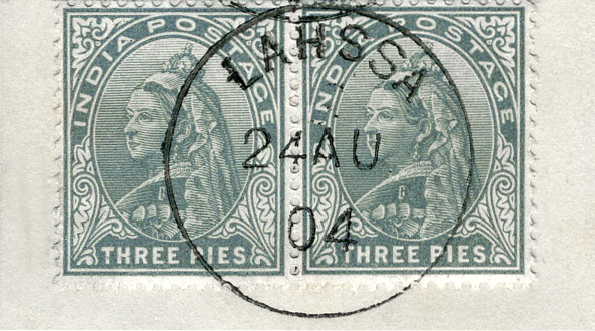
Postzegels uit Brits-Indië die in Lhasa werden afgestempeld

Tijdens de opleving van de grip van China onder aanvoering van generaal Zhao Erfeng tussen 1909 en 1911 werden er vijf Chinese postkantoren opgericht in Tibet in Centraal-Tibet en daarnaast ook in prefectuur Chamdo. Aan het begin werden er keizerlijke postzegels gebruikt en in 1911 volgde de uitgave van een serie van elf postzegels in drie verschillende talen.

## 1912-1959
In 1912 riep de dertiende dalai lama de onafhankelijkheid van Tibet uit en ging hij over op een eigen postsysteem. Dit systeem bleef van kracht tot de veertiende dalai lama en de regering van Tibet het land in 1959 ontvluchtten als gevolg van de opstand die gaande was. Het postsysteem bestond uit postkantoren, postzegels en een registratiesysteem voor brieven.
De eerste postzegels werden gedrukt in 1912. Latere series verschenen onder andere in 1914 en 1933.
Tibet bracht meerdere series postzegels uit die verschilden in grootte, kleur en waarde. De postzegels beeldden de sneeuwleeuw uit, het nationale symbool dat ook op de Tibetaanse vlag en het wapen van Tibet is terug te vinden. Elke postzegel bevatte in Tibetaans schrift het woord "regering van Tibet" en met hoofdletters in het Latijns alfabet "Tibet".
Begin 1946, tijdens het verblijf van Zeven jaar in Tibet van Heinrich Harrer, kent het Tibetaanse poststelsel vijf postzegels en is het niet aangesloten op het internationale postuitwisselingssysteem. Om een brief van Tibet naar Europa te zenden, werd er om de eerste envelop een tweede gevouwen met een Tibetaans postzegel. De bovenste envelop werd vervolgens aan de Indiase grens verwijderd, waarna de binnenste envelop een Indiaas postzegel opgeplakt kreeg.
Harrer ontwierp tijdens zijn verblijf enkele postzegels, maar ook bijvoorbeeld bankbiljetten van de Tibetaanse geldeenheden srang en thangka.